# Benczédi Sándor (szobrász)
Benczédi Sándor (Tarcsafalva, 1912. szeptember 16. – Kolozsvár, 1998. január 1.) keramikus, szobrász, ifj. Benczédi Sándor, Benczédi Ilona  és Benczédi József apja.

## Élete
1932-ben a székelykeresztúri tanítóképzőben szerzett diplomát. 1938–1942 között a budapesti Képzőművészeti Főiskolán tanult, mestere Kisfaludi Strobl Zsigmond volt. Medgyessy Ferenc társaságában 1944-ben a budapesti epreskerti művésztelepen dolgozott. 1945–1947 között Tarcsafalván és Korondon volt tanító. 1949–1953 között a kolozsvári Képzőművészeti Főiskolán a mintázás tanára. 1953 után Kolozsvárott önálló műtermet nyitott. Munkássága nyomán kapott rangot az erdélyi részeken a kerámiában készült kisplasztika. Portréi és kompozíciós alkotásai jellemrajzok és szatirikus helyzetképek, őt követi ebben a műfajban napjainkban Csíky László szentesi orvos és szobrászművész. Dolgozott fában és műkőben (ezek nagyméretű alkotások), vésett patakkövekbe is. 1970–1974 között a romániai magyar értelmiségiek portrégalériáját készítette el, melyet a Csíkszeredai Múzeumnak ajándékozott.

## Elismerései

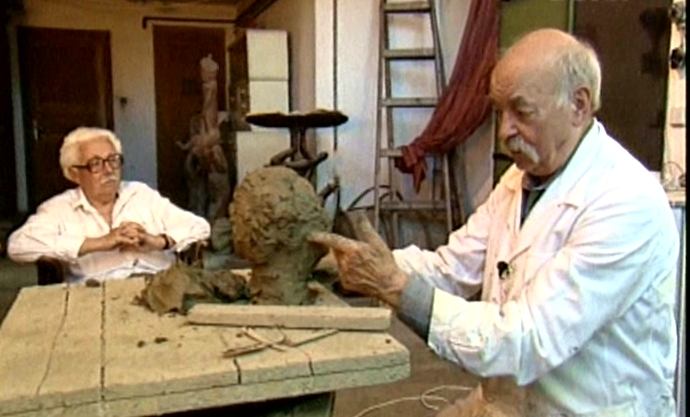
Méhes Györggyel (Kabán József felvétele)

- 1959 – Országos képzőművészeti pályázat, Marosvásárhely – I. díj
- 1962 – Iparművészeti és Kerámiai Tárlat, Prága, ezüstérem
- 1968 – román Munka Érdemrend III.

## Jelentősebb kiállításai

### Egyéni kiállítások
- 1943 • Műbarát, Budapest
- 1946 • Székelyudvarhely
- 1946 • Marosvásárhely
- 1956 • Kolozsvár • Bukarest
- 1957 • Nagyvárad
- 1959 • Marosvásárhely
- 1961 • Bukarest
- 1963 • Nagybánya • Szatmár • Nagyvárad • Nagyszalonta
- 1966 • Csíkszereda • Székelyudvarhely
- 1967 • Marosvásárhely
- 1969 • Utunk Akusztikon Stúdió
- 1970 • Nagy Galéria, Kolozsvár
- 1971 • Petőfi Sándor Művelődési Ház, Bukarest • Magyar Nemzeti Galéria, Budapest • Martonvásár
- 1972 • Hódmezővásárhely • Sepsiszentgyörgy • Bukarest
- 1973 • Nagy Galéria, Kolozsvár
- 1974 • Szatmár •Düsseldorf
- 1977 • Kolozsvár • Marosvásárhely • Nagybánya
- 1978 • Szatmár • Székelyudvarhely • Csíkszereda
- 1979 • Sepsiszentgyörgy
- 1980 • Tusnádfürdő
- 1983 • Korond
- 1984 • Berettyószéplak

### Csoportos kiállítások

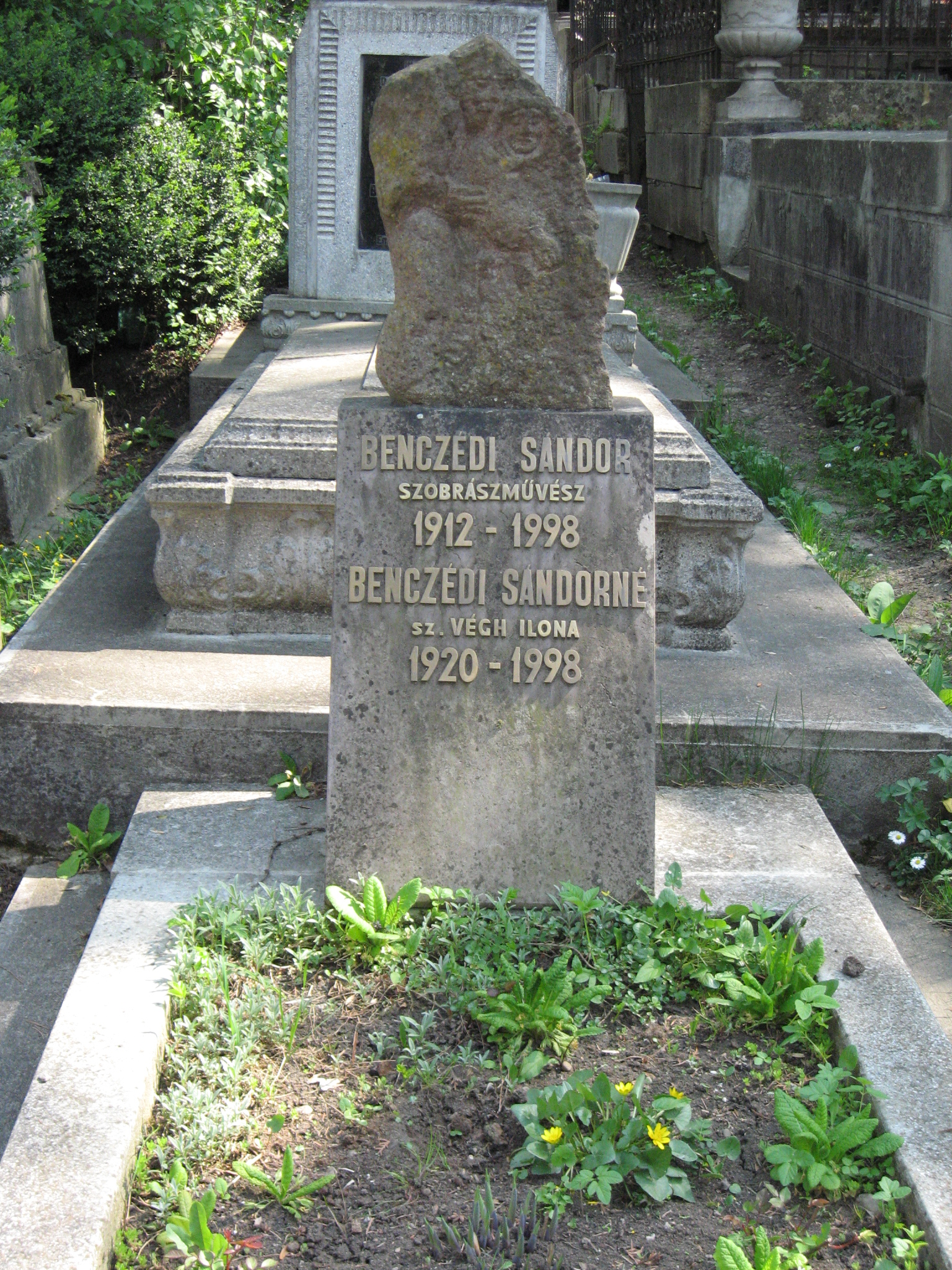
Sírja a Házsongárdi temetőben

- 1947, 1948 • Erdélyrészi Képzőművészeti kiállítás, Kolozsvár
- 1962 • Nemzetközi Iparművészeti és Kerámiai Tárlat, Prága
- 1966, 1978, 1980, 1982 • Országos Képzőművészeti Biennálé, Bukarest
- 1973 • II. Nemzetközi Kisplasztikai Biennálé, Műcsarnok, Budapest

### Köztéri művei
- Benkő-síremlék (1947, Teremi)
- Világháborús emlékmű (1947, Korond)